# Aqua Quorum
Aqua Quorum est un voilier monocoque de course au large mis à l'eau en mai 1996, conçu par Adrian Thompson et construit par Pete Goss.  

## Historique
Pour sa première compétition, Pete Goss l'engage dans l'Europe 1 Star qu'il termine second en catégorie monocoque de 50 pieds. En novembre, il est le seul voilier de 50 pieds à prendre le départ du Vendée Globe. Il boucle son tour du monde à la 5e place en 126 j 21 h 25 min.
En 1997, le bateau prend le nom de son nouveau sponsor BMW performances. Pete et son co-skipper Raphaël Dinelli gagnent la Transat Jacques-Vabre en monocoques class 2 (50 pieds). 
En 1998, le bateau change de nom  devenant Kingfisher et de skipper avec Ellen MacArthur qui a déjà couru avec Pete Goss. Ellen gagne la Route du Rhum en catégorie monocoque 50 pieds et 17e au général.
En 1999, le bateau prend le nom de Pindar et deux autres femmes en sont skipper Emma Richards et Miranda Merron. Elles gagnent en classe 50 pieds la Transat Jacques-Vabre. L'année suivante, elles gagnent la Transat anglaise en 50 pieds et finissent 17e.
Patrice Carpentier, faute de budget pour un IMOCA récent, le rachète en vue du Vendée Globe et le nomme VM Matériaux il termine 11e (et 1er des 50 pieds) en 116 j 00 h 32 min.

## Palmarès
- 1996 :
  - 2e de l'Europe 1 Star en monocoque 50 pieds barré par Pete Goss
  - 5e du Vendée Globe barré par Pete Goss

### BMW performances
- 1997 :
  - 1er dans la Transat Jacques-Vabre en monocoque50 pieds barré par Pete Goss et Raphaël Dinelli

### Kingfisher
- 1998 :
  - 1er dans la Route du Rhum en monocoque 50 pieds barré par Ellen MacArthur

### Pindar
- 1999
  - 1er de la Transat Jacques-Vabre en classe 2 (50 pieds)  barré par Emma Richards et Miranda Merron

- 2000
  - 1er de la Transat anglaise en 50 pieds et 17e au général barré par Emma Richards et Miranda Merron

### VM Matériaux
- 2000
  - 11e du Vendée Globe barré par Patrice Carpentier